# Koundian
Koundian är en ort i Guinea.   Den ligger i prefekturen Mandiana Prefecture och regionen Kankan Region, i den östra delen av landet, 500 km öster om huvudstaden Conakry. Koundian ligger 388 meter över havet och antalet invånare är 32 298.
Terrängen runt Koundian är platt. Runt Koundian är det glesbefolkat, med 19 invånare per kvadratkilometer. Koundian är det största samhället i trakten. I omgivningarna runt Koundian växer huvudsakligen savannskog.